# Automobiles Diable
Die Société Coopérative des Automobiles Diable war ein belgischer Hersteller von Automobilen.

## Unternehmensgeschichte
Das Unternehmen hatte seinen Sitz am Boulevard de la Sauvenière in Lüttich. Eine Fabrik befand sich in Herstal, in der auch die Société des Autos Juwel tätig war. 1923 begann die Produktion von Automobilen unter dem Markennamen Diable. Im Januar 1923 wurden Fahrzeuge auf dem Brüsseler Automobilsalon präsentiert. Im selben Jahr verliert sich die Spur des Unternehmens.

## Fahrzeuge
Im Angebot standen Voiturettes, also Kleinwagen. Es gab Zwei- und Dreisitzer mit offenen und geschlossenen Karosserien. Daneben entstanden leichte Lieferwagen.